# 泰勒·里根
泰勒·里根（英語：Taylor Francis George Regan，1988年11月16日—）是一名澳大利亚足球运动员，场上司职中后卫。目前效力于澳大利亚北新南威尔士州联赛俱乐部查尔斯敦阿祖里。

## 球会生涯

### 纽卡斯尔喷射机
2008年泰勒·里根加盟纽卡斯尔联喷气机，成为该队的青训队员之一。2010年6月3日他获得俱乐部提供为其一年的合约，泰勒·里根于2010年10月16日在对阵布里斯班狮吼中首发上场，比赛最终以1比1平结束。因表现出色，获得教练与队友的赞赏。
2015年2月上旬，几名球员因纪律问题而被球队解雇后，泰勒·里根被任命为队长。但在接近赛季结束时被俱乐部告知不会向他提供续约合同，所以在2014–15年澳大利亚职业足球联赛赛季结束后就离开纽卡斯尔喷射机。

### 森美兰
2015年12月泰勒·里根正式和森美兰足球协会签下合约，并且成为2016年赛季森美兰队的队长，与2016年10月泰勒里根离开球队。

### 阿德莱德联
离开马来西亚后，泰勒·里根返回澳大利亚并与阿德莱德联签下合约，并且帮助队伍获得2018年澳洲足總盃。

### 雪兰莪
2019年1月11日泰勒·里根再次离开澳大利亚，返回马来西亚与雪兰莪签下合约。